# ケーガッラ県
ケーガッラ県（ケーガッラけん、シンハラ語: කෑගල්ල දිස්ත්‍රික්කය、英語: Kegalle District）は、スリランカ中央高地南西のサバラガムワ州に属する県。県都はケーガッラ。面積1,693 km²で、2012年現在の人口は約84万人。

## 地理
ケーガッラ県はスリランカ中央高地と南西の平野部の中間に位置しており、サバラガムワ州に属す。県の西側では標高500 ft (150 m) ほどだが、東に行くほど高くなり東部では1,000 ft (300 m) を超える。県の総面積は1,693 km²。県域は南で同じくサバラガムワ州ラトゥナプラ県、西で西部州のコロンボ県とガンパハ県、北で北西部州クルネーガラ県、東で中部州のキャンディ県とヌワラ・エリヤ県と接する。
県内では全域に渡り主要な作物として天然ゴムが栽培されており、その他にもコーヒーやカカオ、胡椒、クローブにナツメグといった作物が県の経済において重要なポジションを占めている。スリランカで最も優れた黒鉛鉱山のひとつであるボガラ鉱山はケーガッラ県のアラガマナ村付近に位置している。

### 主要な都市及び町
- ケーガッラ - Urban Council

## 人口動態
| 分類   | 数      |
| ------ | ------- |
| 女性   | 421,683 |
| 男性   | 404,541 |
| 合計   | 826,224 |
| 世帯数 | 206,348 |

### 民族
人口の大半を占めるのはシンハラ人である。その他、主要な少数派民族として、イギリス植民地時代に紅茶プランテーションの労働者として連れてこられたインド・タミルが存在する。
| 民族               | 人口（2001年） | %       |
| ------------------ | -------------- | ------- |
| シンハラ           | 674,665        | 85.89%  |
| スリランカ・ムーア | 50,419         | 6.42%   |
| インド・タミル     | 44,202         | 5.63%   |
| スリランカ・タミル | 14,908         | 1.90%   |
| バーガー           | 191            | 0.02%   |
| その他             | 1,139          | 0.14%   |
| 合計               | 785,524        | 100.00% |

### 宗教
| 宗教           | 人口（2001年） | %       |
| -------------- | -------------- | ------- |
| 仏教           | 667,618        | 85.00%  |
| イスラム教     | 51,675         | 6.58%   |
| ヒンドゥー教   | 51,662         | 6.58%   |
| カトリック     | 9,365          | 1.19%   |
| プロテスタント | 4,977          | 0.63%   |
| その他         | 227            | 0.02%   |
| 合計           | 785,524        | 100.00% |

## 作付け面積
| 作物       | 面積（ヘクタール） |
| ---------- | ------------------ |
| 米         | 23,516             |
| 茶         | 18,673             |
| ココナッツ | 27,192             |
| 天然ゴム   | 89,311             |

## 施設
- ピンナワラのゾウの孤児園